# 2003 QP91
2003 QP91 est un objet transneptunien en résonance 3:4 avec Neptune.

## Caractéristiques
2003 QP91 mesure environ 120 km de diamètre.